# Geert Lunskens
Geert Lunskens is een Vlaams acteur, regisseur, hoorspelacteur. 
Hij studeerde af in 1962 aan de Studio Herman Teirlinck. Als acteur speelde hij in heel wat televisiefilms en -series, waaronder Wij, Heren van Zichem en had een rol in de film Verloren maandag.
Als theaterregisseur was hij betrokken bij meerdere producties, waaronder Alleenstaande dame, goed gekonserveerd, zoekt jong koppel, liefst echtpaar, om een avondje in de week gezellig samen door te brengen. van het EWT - Randstadtheater.
Hij was onder andere te horen in Kaïn die van nergens kwam (Charles Pascarel - Jos Joos, 1970) en God Pomerantz (Ephraim Kishon - Jos Joos, 1973).